# Lepanthes antioquiensis
Lepanthes antioquiensis är en orkidéart som beskrevs av Rudolf Schlechter. Lepanthes antioquiensis ingår i släktet Lepanthes och familjen orkidéer. Inga underarter finns listade i Catalogue of Life.